# 114-й меридіан східної довготи
114-й меридіан східної довготи — лінія довготи, що лежить на 114 градусів східніше Гринвіцького меридіана. Вона проходить від Північного полюса через Північний Льодовитий океан, Азію, Індійський океан, Австралазію, Південний океан та Антарктиду до Південного полюса.
114-й меридіан східної довготи формує велике коло разом із 66-тим меридіаном західної довготи.

## Список географічних об'єктів, що перетинає 114° сх. д.
Починаючи на Північному полюсі та рухаючись до Південного полюса, 114-й меридіан східної довготи проходить через:
| Координати                                                   | Країна, територія або море | Примітки |
| ------------------------------------------------------------ | -------------------------- | --- |
| 90°0′ пн. ш. 114°0′ сх. д. / 90.000° пн. ш. 114.000° сх. д.  | Північний Льодовитий океан | |
| 79°3′ пн. ш. 114°0′ сх. д. / 79.050° пн. ш. 114.000° сх. д.  | Море Лаптєвих              | Проходить східніше півострова Таймир, Росія |
| 73°34′ пн. ш. 114°0′ сх. д. / 73.567° пн. ш. 114.000° сх. д. | Росія                      | Проходить східніше Чити |
| 50°10′ пн. ш. 114°0′ сх. д. / 50.167° пн. ш. 114.000° сх. д. | Монголія                   | |
| 44°56′ пн. ш. 114°0′ сх. д. / 44.933° пн. ш. 114.000° сх. д. | КНР                        | Внутрішня Монголія Хебей Внутрішня Монголія Шаньсі Хебей — приблизно на 14 км Шаньсі Хебей Шаньсі Хебей Хенань Хубей Цзянсі — приблизно на 20 км Хунань Цзянсі Хунань Цзянсі Гуандун |
| 22°31′ пн. ш. 114°0′ сх. д. / 22.517° пн. ш. 114.000° сх. д. | Гонконг                    | Проходить через материк та острів Лантау |
| 22°12′ пн. ш. 114°0′ сх. д. / 22.200° пн. ш. 114.000° сх. д. | Південнокитайське море     | Проходить через спірні острови Спратлі |
| 4°35′ пн. ш. 114°0′ сх. д. / 4.583° пн. ш. 114.000° сх. д.   | Малайзія                   | Проходить через острів Калімантан Саравак |
| 1°27′ пн. ш. 114°0′ сх. д. / 1.450° пн. ш. 114.000° сх. д.   | Індонезія                  | Проходить через острів Калімантан Західний Калімантан Східний Калімантан Центральний Калімантан                                                                                      |
| 3°22′ пд. ш. 114°0′ сх. д. / 3.367° пд. ш. 114.000° сх. д.   | Яванське море              | |
| 6°53′ пд. ш. 114°0′ сх. д. / 6.883° пд. ш. 114.000° сх. д.   | Індонезія                  | Проходить через острів Мадура |
| 7°6′ пд. ш. 114°0′ сх. д. / 7.100° пд. ш. 114.000° сх. д.    | Мадурська протока[en]      | |
| 7°38′ пд. ш. 114°0′ сх. д. / 7.633° пд. ш. 114.000° сх. д.   | Індонезія                  | Проходить через острів Ява |
| 8°36′ пд. ш. 114°0′ сх. д. / 8.600° пд. ш. 114.000° сх. д.   | Індійський океан           | |
| 21°53′ пд. ш. 114°0′ сх. д. / 21.883° пд. ш. 114.000° сх. д. | Австралія                  | Західна Австралія |
| 25°33′ пд. ш. 114°0′ сх. д. / 25.550° пд. ш. 114.000° сх. д. | Затока Шарк-Бей            | |
| 26°22′ пд. ш. 114°0′ сх. д. / 26.367° пд. ш. 114.000° сх. д. | Австралія                  | Західна Австралія |
| 27°18′ пд. ш. 114°0′ сх. д. / 27.300° пд. ш. 114.000° сх. д. | Індійський океан           | |
| 60°0′ пд. ш. 114°0′ сх. д. / 60.000° пд. ш. 114.000° сх. д.  | Південний океан            | |
| 66°3′ пд. ш. 114°0′ сх. д. / 66.050° пд. ш. 114.000° сх. д.  | Антарктида                 | Проходить через Австралійську антарктичну територію (претендує Австралія) |